# Gilbert Fuchs

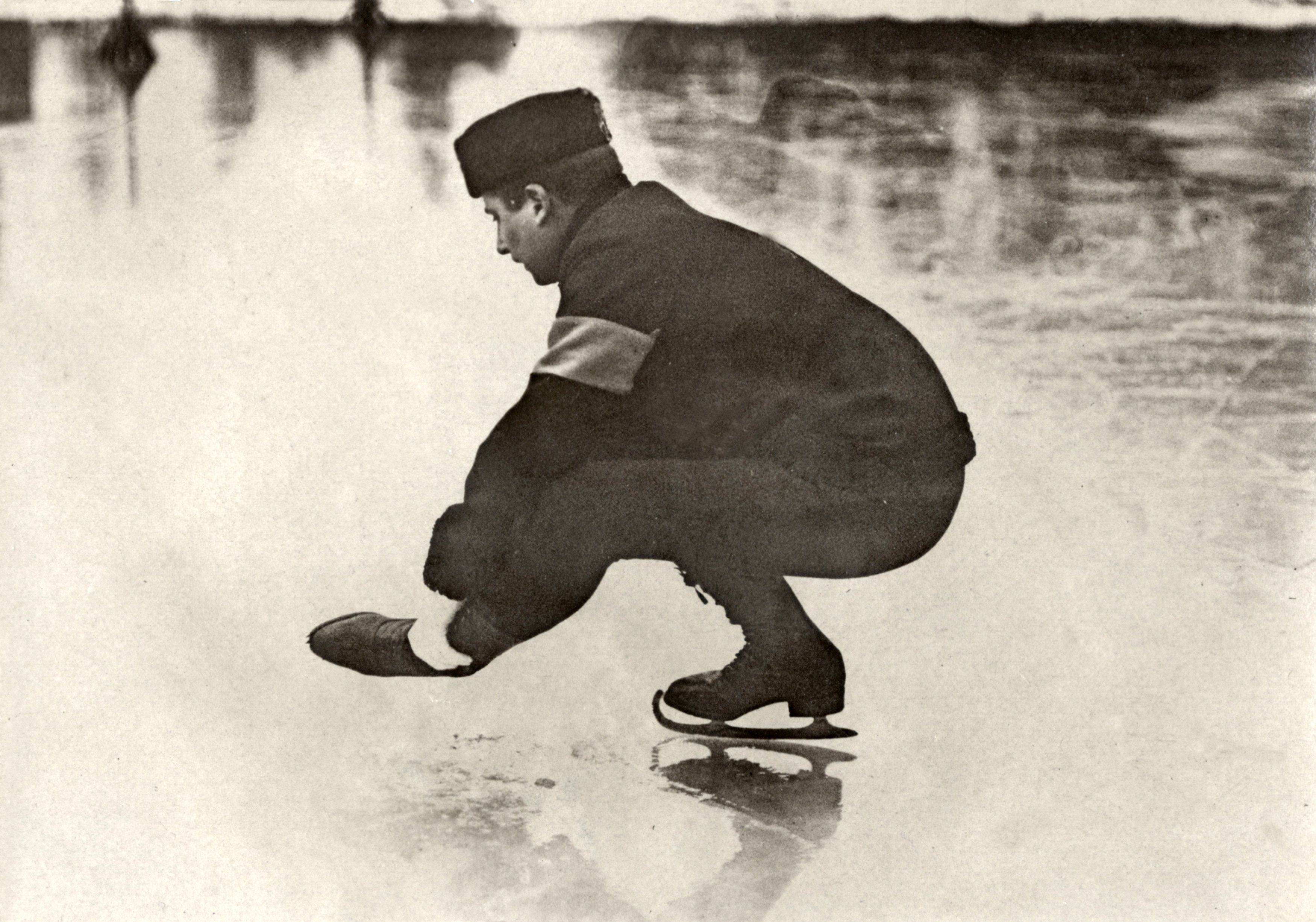
Gilbert Fuchs

Gilbert Fuchs (Graz, 1871 - 1952 in Duitsland) was een in Oostenrijk geboren en voor Duitsland uitkomende kunstschaatser.
Nadat hij in Oostenrijk landbouwkunde (bodemcultuur) had gestudeerd, verhuisde hij naar München in Duitsland waar hij bosbouw ging studeren. Hier ging hij voor de Münchner EV (eisverein) schaatsen en zou daarmee als Duits vertegenwoordiger op toernooien uitkomen.
Op 9 februari 1896 werd hij in Sint-Petersburg de eerste Wereldkampioen in het kunstschaatsen. Deze prestatie zou hij op het WK van 1906 in zijn woonplaats München herhalen. In totaal nam hij zeven keer deel aan het WK en nam hier zes keer plaats op het erepodium. In 1895 werd hij derde op het EK Kunstschaatsen in Boedapest. In 1901, 1907 en 1909 behaalde hij op dit kampioenschap de tweede plaats. Hij was tweemaal Nationaal Kampioen van de "Deutscher und Österreichischer Eislaufverband" (1895 en 1896).

## Belangrijke resultaten
| Kampioenschap          | 1895  | 1896 | 1897 | 1898  | 1899 | 1900 | 1901   | 1902 | 1903 | 1904 | 1905 | 1906 | 1907   | 1908   | 1909   |
| ---------------------- | ----- | ---- | ---- | ----- | ---- | ---- | ------ | ---- | ---- | ---- | ---- | ---- | ------ | ------ | ------ |
| Wereldkampioenschap    |       | Goud |      | Brons |      |      | Zilver |      | tzt  |      |      | Goud | Brons  | Zilver |        |
| Europees Kampioenschap | Brons |      |      |       |      |      | Zilver |      |      |      |      |      | Zilver |        | Zilver |
| Nationaal Kampioen     | Goud  | Goud |      |       |      |      |        |      |      |      |      |      |        |        |        |

(tzt = trok zich terug)
- Gemeinsame Normdatei: 116843810
- International Standard Name Identifier: 0000 0000 1067 1650
- Nederlandse Thesaurus van Auteursnamen: 156917653
- Istituto Centrale per il Catalogo Unico: PUVV471942
- Système universitaire de documentation: 165656247
- Virtual International Authority File: 77078091
- WorldCat: E39PBJvxwtyfvgWX4cKF9VPJDq